# بایون-سور-ژیروند
بایون-سور-ژیروند (به فرانسوی: Bayon-sur-Gironde) یک کمون (فرانسه) در فرانسه است که در canton of Bourg واقع شده‌است. بایون-سور-ژیروند ۵٫۷ کیلومتر مربع مساحت دارد ۴۷ متر بالاتر از سطح دریا واقع شده‌است.